# Metagrion
Metagrion is een geslacht van waterjuffers (Zygoptera) uit de familie van de Argiolestidae.

## Soorten
Metagrion omvat 18 soorten:
- Metagrion aurantiacum (Ris, 1898)
- Metagrion coartans (Lieftinck, 1956)
- Metagrion connectens (Lieftinck, 1956)
- Metagrion convergens (Lieftinck, 1949)
- Metagrion fontinale (Lieftinck, 1956)
- Metagrion fornicatum (Theischinger & Richards, 2007)
- Metagrion indentatum (Theischinger & Richards, 2006)
- Metagrion lamprostomum (Lieftinck, 1949)
- Metagrion montivagans (Förster, 1900)
- Metagrion ochrostomum (Lieftinck, 1949)
- Metagrion ornatum (Selys, 1878)
- Metagrion pectitum (Lieftinck, 1949)
- Metagrion postnodale (Selys, 1878)
- Metagrion sponsus (Lieftinck, 1956)
- Metagrion subornatum (Lieftinck, 1949)
- Metagrion trigonale (Theischinger & Richards, 2008)
- Metagrion triste (Lieftinck, 1935)
- Metagrion verrucatum (Michalski & Oppel, 2010)